# Kriegberg
Kriegberg ist eine zur Ortschaft Klingenthal gehörige Siedlung der Stadt Klingenthal im sächsischen Vogtlandkreis. Der Name Kriegberg ist heute nicht mehr gebräuchlich. Zu dem Gemeindeteil, der in der Gemarkung Klingenthal liegt, gehören heute die Straßen Körnerberg und Am Friedensberg.

## Geografie

### Lage
Die Siedlung Kriegberg, heute Körnerberg bzw. Friedensberg genannt, liegt im Südosten des sächsischen Teils des historischen Vogtlands, gehört aber bezüglich des Naturraums zum Westerzgebirge. Die Siedlung besteht aus mehreren Häusergruppen, die verstreut auf dem Körnerberg und an der Straße „Am Friedensberg“ liegen. Die Siedlung gehört zum Naturpark Erzgebirge/Vogtland.

### Nachbarorte
| Brunndöbra             | Untersachsenberg                            |             |
| Klingenthal (Hauptort) | Kompassrose, die auf Nachbargemeinden zeigt | Quittenbach |
|                        | Unterklingenthal                            |             |

## Geschichte
Die Siedlung „Kriegberg“, auch „Häuser am Kriegberg“ genannt, entstand im 17. Jahrhundert mit dem Zuzug protestantischer Glaubensflüchtlinge (Exulanten), die im Zuge der Gegenreformation ihre böhmische Heimat, u. a. die direkt jenseits der Grenze liegende Stadt Graslitz, verließen. Um 1642 wurde in der „Johannes Fundgrube“ am Kriegberg Bergbau betrieben. Heute ist der Kriegberg unter dem Namen „Körnerberg“ bekannt. Der Name „Kriegberg“ stammt von kriegerischen Auseinandersetzungen mit dem benachbarten Böhmen während des Dreißigjährigen Kriegs (1618 bis 1648). Die Siedlung Kriegberg lag bis 1856 im kursächsischen bzw. königlich-sächsischen Amt Voigtsberg. Nach 1856 gehörte sie als Teil von Klingenthal zum Gerichtsamt Klingenthal und ab 1875 zur Amtshauptmannschaft Auerbach.
In Folge der Erfahrungen des Zweiten Weltkriegs und der neuen politischen Situation in der DDR erfolgte in den 1950er Jahren ohne Beachtung der historischen Herkunft des Namens eine Umbenennung von „Kriegberg“ in „Friedensberg“.
Durch die zweite Kreisreform in der DDR kam die Siedlung als Gemeindeteil von Klingenthal im Jahr 1952 zum Kreis Klingenthal im Bezirk Chemnitz (1953 in Bezirk Karl-Marx-Stadt umbenannt), der 1990 als sächsischer Landkreis Klingenthal fortgeführt wurde und 1996 im Vogtlandkreis aufging.